# Ду Гуантин
Ду Гуанти́н (кит. трад. 杜光庭, пиньинь Dù Guāngtíng; 850—933) — известный даос, состоявший на службе у последних императоров империи Тан перед её падением, а также при дворе империй Ранняя Шу и Поздняя Тан в Чэнду. Обладал большой эрудицией и написал значительное количество трудов, часть которых вошло в даосский канон. Он составил комментарии на даодэцзин, описания даосских талисманов и ритуалов, литургические тексты, описания даосских сакральных мест, комментарии на классические книги. Ему принадлежат и художественные произведения, в частности новелла «Чужеземец с курчавой бородой», переведённая на русский язык Ольгой Фишман.

## Биография
Ду Гуантин родился в 850 году в уезде Цзиньюнь области Чучжоу (на территории современной провинции Чжэцзян). Можно предположить, что его отец был чиновником высокого ранга, так как ему удалось перебраться в столицу Чанъань и пройти обучение в привилегированном колледже «сынов отечества», где он получил классическое конфуцианское образование и великолепную подготовку к императорским экзаменам.
Однако в 870 году он провалил экзамены. Он отправился на гору Тяньтайшань в уезде Тяньтай, где в течение пяти лет прошёл обучение у даосского учителя школы Шанцин. В 875 году император Сицзун по совету одного из своих министров вернул Ду Гуантина ко двору и дал ему должность, соответствующую даосскому духовенству: в его обязанности входило составление документов для императора и исполнение даосских ритуалов. Ему открылся широкий доступ к рукописям, по которым он составлял и комментировал даосские сочинения.
В 881 году повстанцы Хуан Чао стали угрожать столице и императорский двор эвакуировался в Чэнду. Только в 885 году удалось вернуться в разграбленный Чанъань, в котором погибли библиотеки с ценнейшими сочинениями. Ду Гуантин пробыл в столице ещё два года, но по причине общей нестабильности обстановки в 887 году бежал в Чэнду, где и остался до конца жизни. Много лет он посвятил путешествиям по горам провинции Сычуань, разыскивая в даосских храмах рукописи, приводя их в порядок и комментируя.
После падения империи Тан в провинции Сычуань образовалось государство Ранняя Шу, правитель которого Ван Цзянь (бывший губернатор провинции) дал Ду Гуантину должность при дворе. В 923 году он получил должность высшего академика в литературном ведомстве, однако в 925 году Ранняя Шу пала под натиском тюркского государства Поздняя Тан, его карьера закончилась.
Он умер в 933 году, объявив перед смертью ученикам, что боги назначают его администратором подземного мира провинции Сычуань.

## Работы
Наиболее известны следующие сочинения:
- Dongtian fudi yueze mingshan ji 洞天福地嶽澤名山記 (Заметки о пещерных небесах, счастливых землях, священных пиках, сказочных горах) DZ 599
- Daojiao lingyan ji 道教靈驗記 (Заметки о чудесных явлениях даосизма) DZ 590
- Lidai chongdao ji 歷代崇道記 (Заметки о древних даосских верованиях) DZ 593
- Yongcheng jixian lu 墉城集仙錄 (Заметки о бессмертных из укреплённой крепости)
- Guangcheng ci 广成词 (входит в сборник Сыбу цункань)
- Daode zhenjing guangsheng yi 道德真经广圣义 (комментарии о дао и дэ)
- Daomen kefan daquan ji 道门科范大全集
- Guangcheng ji 广成集
- Qiuranke zhuan 虬髯客传 (Чужеземец с курчавой бородой) (В сборнике Gushi wenfang xiaoshuo 顾氏文房小说)
- Shenxian ganyu zhuan 神仙感遇传 Репортажи о встречах с божествами и бессмертными (Daozang juyao diqilei 道藏举要第七类)
- Luyi ji 录异记 (В сборнике Bice huhan 秘册汇函)